# Richie Campbell
Richie Campbell (Waratah, 18 settembre 1987) è un pallanuotista australiano difensore del Wests Magpies e della Nazionale australiana.

## Biografia
È nipote di Frank Laver, famoso giocatore di cricket australiano.

## Carriera

### Nazionale
Debutta in Nazionale nel 2004, e alle Olimpiadi nell'edizione del 2008 sotto la guida dell'allenatore John Fox. Nel 2012, dopo essersi qualificato con la propria Nazionale nel girone asiatico, prende parte per la seconda volta ai Giochi Olimpici.